# Orzełklasse

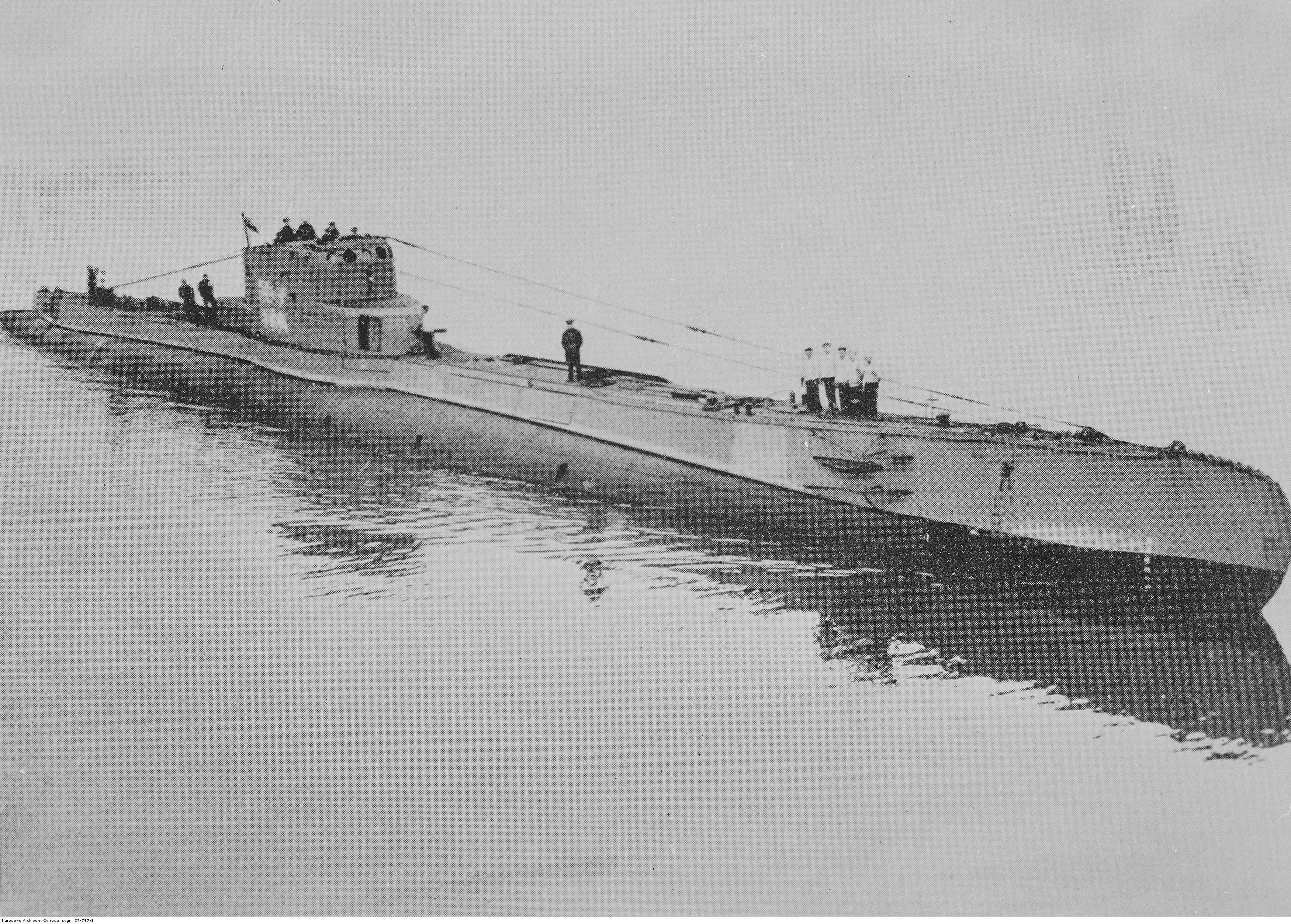
ORP Orzeł

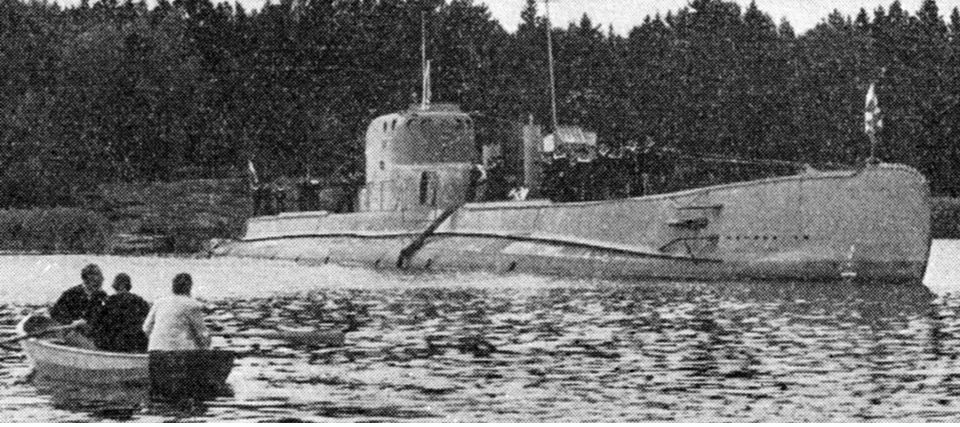
ORP Sęp

De Orzełklasse was een Poolse klasse onderzeebootonderzeeboten uit de jaren dertig die twee onderzeeboten omvatte. De Poolse marine had de twee boten besteld bij de Nederlandse scheepswerf RDM uit Rotterdam en de KM Schelde uit Vlissingen. Het Nederlandsche Vereenigde Scheepsbouw Bureaux (Nevesbu) heeft de boten ontworpen in samenwerking met een team van de Poolse marine. Voor iedere boot moest de Poolse marine 3 235 000 gulden, 103 000 pond, 900 000 Zwitserse frank en 226 000 zloty betalen. Dit kwam neer op een equivalent van 15,44 miljoen zloty per boot.

## Technische kenmerken
De schepen van de Orzełklasse hadden een afmeting van (L)84 m x (B)6,7 m x (H)4,17 m met een totale waterverplaatsing van 1100 ton boven water en 1473,5 ton onder water. Als de boten maximaal beladen waren hadden ze een waterverplaatsing 1650 ton.
Boven water haalden deze boten, met twee Sulzer 6QD42 6 cilinder dieselmotoren met 4740 pk vermogen een maximale snelheid 20 knopen. Onder water gebruikten ze twee Brown, Boveri & Cie elektromotoren met een vermogen van 1100 pk, waardoor ze onder water een snelheid haalden van maximaal 9 knopen.
Volgens het contract tussen de Poolse marine en de Nederlandse scheepsbouwers moesten de boten veilig kunnen duiken tot 80 meter diep. Tijdens tests werd een diepte van 100 meter zonder problemen gehaald.

## Bewapening
De schepen van de Orzełklasse waren uitgerust met 12 × 55,1 cm torpedobuizen. Die torpedobuizen waren zo gemaakt dat er ook gebruikgemaakt kon worden van 53,3 cm torpedo's. In totaal konden de boten 20 torpedo's meenemen, voor deze klasse werden de Franse 1924V 21,7 inch torpedo en de 21 inch Whiteheadtorpedo gebruikt. Daarnaast waren deze schepen uitgerust met een 10,5 cm kanon en een tweeloops 40 mm luchtafweergeschut, beide gebouwd door het Zweedse bedrijf Bofors.
ORP Orzeł · ORP Sęp